# Achnacarry
Achnacarry est un village écossais de la région de Lochaber. Le château actuel a été construit en 1802. Depuis le XVIIe siècle, le clan Cameron est attaché à Achnacarry.

## Histoire
En 1928, fut signé l'accord d'Achnacarry entre les principales sociétés pétrolières de l'époque, dans le château, après une partie de chasse au coq de bruyère demeurée célèbre.
En 1940, les Britanniques créèrent une école de commandos à Achnacarry pour y dispenser les débuts du All Arms Commando Course. Deux des unités formées furent constituées de soldats marins de la France libre, les parachutistes du capitaine Bergé et le 1er bataillon de fusiliers marins, mis sur pied en avril 1941 par l'enseigne de vaisseau Kieffer. En mars 1942, les fusiliers marins s'entraînèrent en Écosse. Ils participèrent, en août, au raid sur Dieppe. Plus tard, ils sont présents au débarquement du 6 juin 1944.
L’état-major du centre était situé dans un château réquisitionné qui servait aussi aux escalades et descentes en rappel sur les façades et les donjons.
D'autres commandos furent formés comme ceux des Pays-Bas, de Norvège, de Tchécoslovaquie, Pologne et Belgique.

## Le siège du clan Cameron
Achnacarry est depuis 2004 la résidence de Donald Angus Cameron de Lochiel, 27e chef du Clan Cameron.